# Medalla Stampacchia
La Medalla de Oro Stampacchia es un premio internacional otorgado cada tres años por la Unión Matemática Italiana junto con la Fundación Ettore Majorana (Erice), en reconocimiento a contribuciones sobresalientes en el campo del Cálculo de Variaciones y aplicaciones relacionadas. La medalla, que lleva el nombre del matemático italiano Guido Stampacchia, se otorga a un matemático cuya edad no supera los 35 años.

## Ganadores de las Medallas Stampacchia
- 2003 Tristan Rivière (Escuela Politécnica Federal de Zúrich)
- 2006 Giuseppe Mingione (Universidad de Parma)
- 2009 Camillo De Lellis (Institute for Advanced Study, Princeton)
- 2012 Ovidiu Savin (Universidad de Columbia)
- 2015 Alessio Figalli (Escuela Politécnica Federal de Zúrich)
- 2018 Guido De Philippis (Universidad de Nueva York)
- 2021 Xavier Ros Oton (ICREA y Universitat de Barcelona)